# Sinagoga Hurva
La Sinagoga Hurva, (en hebreo: בית הכנסת החורבה; transliterado: Beit ha-Knesset ha-Hurba), también conocida como Hurvat Rabbi Yehudah he-Hasid («Ruina de Rabí Judá el Piadoso»), ubicada en el Barrio Judío de la Ciudad Vieja de Jerusalén, fue por siglos la principal sinagoga askenazí de Jerusalén. 
En ese mismo terreno, y sobre las ruinas de otros templos hebreos que se remontaban como mínimo al siglo XIII, se alzaba una sinagoga anterior construida en 1700, pero fue incendiada en 1721. En 1864 fue erigida en el mismo lugar una nueva sinagoga, consagrada como Sinagoga Beis Yaakov por una comunidad de judíos ascetas llamados perushim. La sinagoga decimonónica era oficialmente conocida como la "Sinagoga Mayor de Jerusalén". Habiendo esta vez funcionado como casa de oración durante ochenta y cuatro años, la sinagoga en cuestión fue dinamitada por la Legión Árabe y reducida a escombros durante la guerra árabe-israelí de 1948. A partir de ello se la conoció como Ha-Hurva, expresión hebrea que significa "La Ruina" (en alusión a lo que hasta ese entonces había sido la Sinagoga de Rabí Judá el Piadoso).
Después de que Israel recapturó la Ciudad Vieja en 1967, fueron presentadas varias propuestas para la erección de un nuevo edificio. Entre ellas especial mención merece aquella desarrollada por el arquitecto estadounidense Louis Isadore Kahn entre 1967 y 1974. Sumamente original, su diseño presentaba una doble naturaleza estructural, combinando pilones y pilares en un todo que evocaba edificios de la antigüedad, tales como el Templo de Edfu y el primer Templo de Jerusalén. El diseño comprendía cuatro pilones de piedra a cada lado, cercando un grupo de cuatro pilares de hormigón armado dispuestos en el centro, de modo tal que los pilones funcionaban como un contenedor y los pilares como su contenido. Aunque Kahn desarrolló tres sutiles variantes en su diseño para la Sinagoga Hurva, su propuesta no fue construida. Tras años de deliberación, en 1977, un temporario e insípido arco conmemorativo fue reconstruido sobre los vestigios del antiguo edificio arruinado y, a partir de ello, el lugar se transformó en un raro monumento del Barrio Judío de la Ciudad Vieja de Jerusalén. Luego de más de dos décadas, el proyecto de reconstruir la sinagoga en su formato y estilo original recibió la aprobación del Gobierno israelí en 2000 y el mismo fue terminado el 15 de marzo de 2010. A cargo de los trabajos estuvo el arquitecto Nahum Meltzer. La reconstrucción actual incluye una porción del muro de piedra que pertenecía a la sinagoga anterior y sobrevivió la explosión: visible desde el interior del templo, tal vestigio es un recordatorio de lo allí sucedido en 1948.
La construcción de la sinagoga de 1864 tuvo un costo de un millón de piastras, mientras que la reconstrucción de 2010 ha sido estimada en 7,3 millones de dólares (28 millones de nuevos séqueles). A diferencia de la sinagoga antigua, que contaba con una capacidad para 450 feligreses, la reconstrucción redujo su aforo a 250 personas. La altura máxima es de 24 metros. El nuevo edificio fue enteramente financiado por un filántropo judío de origen ucraniano.
La Sinagoga Hurva ha vuelto a funcionar como casa de oración y escuela de estudios judaicos. Además, puede ser visitada eventualmente. Si el edificio constituye hoy un hito en la ciudad, ello se debe en gran parte a las dramáticas circunstancias que incluye su historia.

## Repercusión en las esferas arquitectónica e identitaria
Si bien la reconstrucción de la Sinagoga Hurva por parte del arquitecto Meltzer constituye una intervención sutil y respetuosa del acervo edilicio jerosolimitano, algunos arquitectos contemporáneos ven en dicha intervención un gesto inhibido e intrascendente. Entre ellos se destaca Ada Karmi-Melamed, quien, al comparar con total intencionalidad a Louis Kahn con el gran líder de los hebreos y a Nahum Meltzer con un poco relevante y permanentemente inestable arquetipo diaspórico, fue la primera en arrojar la manzana de la discordia:

Dos arquitectos llegaron. Uno como Moisés trayendo los Diez Mandamientos, lleno del fuego del desierto. El otro, como el Violinista en el Tejado. Y el Violinista venció.

En un trabajo crítico comparativo realizado en la Universidad de Belgrano en el marco del ciclo "Arte e Identidad" (septiembre-octubre de 2013), Martin Ignacio Ruiz plantea que:

La propuesta de Louis Kahn sintetiza la idea egipcia de templo y la adapta a las necesidades contemporáneas. La propuesta de Nahum Meltzer, si bien aparentemente menos polémica, mantiene vivo el recuerdo de la [dinamitada] sinagoga de antaño; presionada por la opinión pública, exhibe las cicatrices del pasado sin permitir que la gente olvide sus antiguos rencores. [...] Las comunidades locales fueron golpeadas por el dolor muchas veces en el pasado, pero si no se perdona y sólo se sigue mirando hacia el pasado es imposible llegar a una convivencia pacífica. [...] La propuesta de Kahn implica poner en práctica nuevas ideas y proclama a su vez una comunidad evolucionada, una capaz de perdonar, una que mira hacia el futuro.

Según Andrés Cervinka, "si el objetivo de Meltzer es devolverle a Jerusalén una parte de su historia, tal objetivo termina por cumplirse [solo] en términos representativos pero de ninguna manera arquitectónicos [convincentes]".
Escribe Mariano Akerman al considerar la metamorfosis de la Sinagoga Hurva como símbolo:

Alejada de la visión universalista y el gran humanismo de Louis Kahn, la realidad local jerosolimitana da lugar a la polémica.
En vez de erguirse como un templo acogedor que unívocamente proclama el reencuentro de las diásporas judías (visión inclusiva), la actual Sinagoga Hurva responde sólo a las necesidades básicas de un fragmento muy particular del judaísmo (visión excluyente). Y, precisamente por ello, no sólo lejos está de ser la "Casa de oración para todos los pueblos" profetizada por Isaías, sino que además tampoco es casa de oración ninguna para el pueblo judío como conjunto.

Más allá del esmerado trabajo y la prolijidad de Meltzer en materia de restauración y de su respeto por la historia del pasado del edificio decimonónico, lo cierto es que su obra reciente ha restaurado un templo para un grupo en particular en vez de haberlo hecho para el pueblo hebreo como conjunto, es decir, la necesidad local prevaleció y ésta terminó por eclipsar las aspiraciones de dicho pueblo a nivel global. 

La obra de Meltzer continúa resignadamente el tradicional círculo de construir una y otra vez la sinagoga arruinada. De este modo, su materializada propuesta no permitió dar lugar a la erección de un templo íntegramente nuevo, uno que proclamara que el judaísmo no es una sumatoria de tragedias y fragmentos, sino una totalidad dinámica, vigorosa y esperanzada.

Akerman está convencido de que Meltzer responde a las aspiraciones y exigencias de una congregación ortodoxa, pero también indica que la sinagoga reconstruida en 2010 carece de la trascendencia universal, la fuerza expresiva y la profundidad poética que caracterizan a la Sinagoga Hurva en el proyecto delineado por Louis Kahn en 1968. Pese a ello, Akerman reconoce el cuidadoso trabajo de Meltzer en materia de restauración, así como el hecho de haber transformado los vestigios de un antiguo templo dinamitado en una nueva casa de estudio y oración.
El nuevo templo de Meltzer presenta la particularidad de incorporar parte de los vestigios de su predecesor, característica prominente en el interior del edificio  actual. Pero ello no es, como supone Ruiz, una solución presionada por la opinión pública ni tampoco sintomático de una incapacidad de perdonar el que la sinagoga haya sido dinamitada en el pasado.  Contrariamente, expresa Akerman:

Meltzer ha restaurado la Sinagoga Hurva de modo tal de dejar constancia de la historia del pueblo israelita en Tierra Santa sin excluir su importante período decimonónico. El proceder del arquitecto implica en este caso tanto la restitución del edificio pasado así como también posee un valor testimonial acerca de lo sucedido con el templo dinamitado en 1948. En este sentido, lo reconstruido por Meltzer no pretende ser un hito en la Historia de la Arquitectura, mas constituye un importante símbolo identitario para el pueblo hebreo, dado que la restauración de Meltzer retoma la idea inicial de Kahn, quien deseaba construir "un símbolo de diálogo entre el pasado y el presente", especialmente entre "la ruina y la reconstrucción".

## Galería

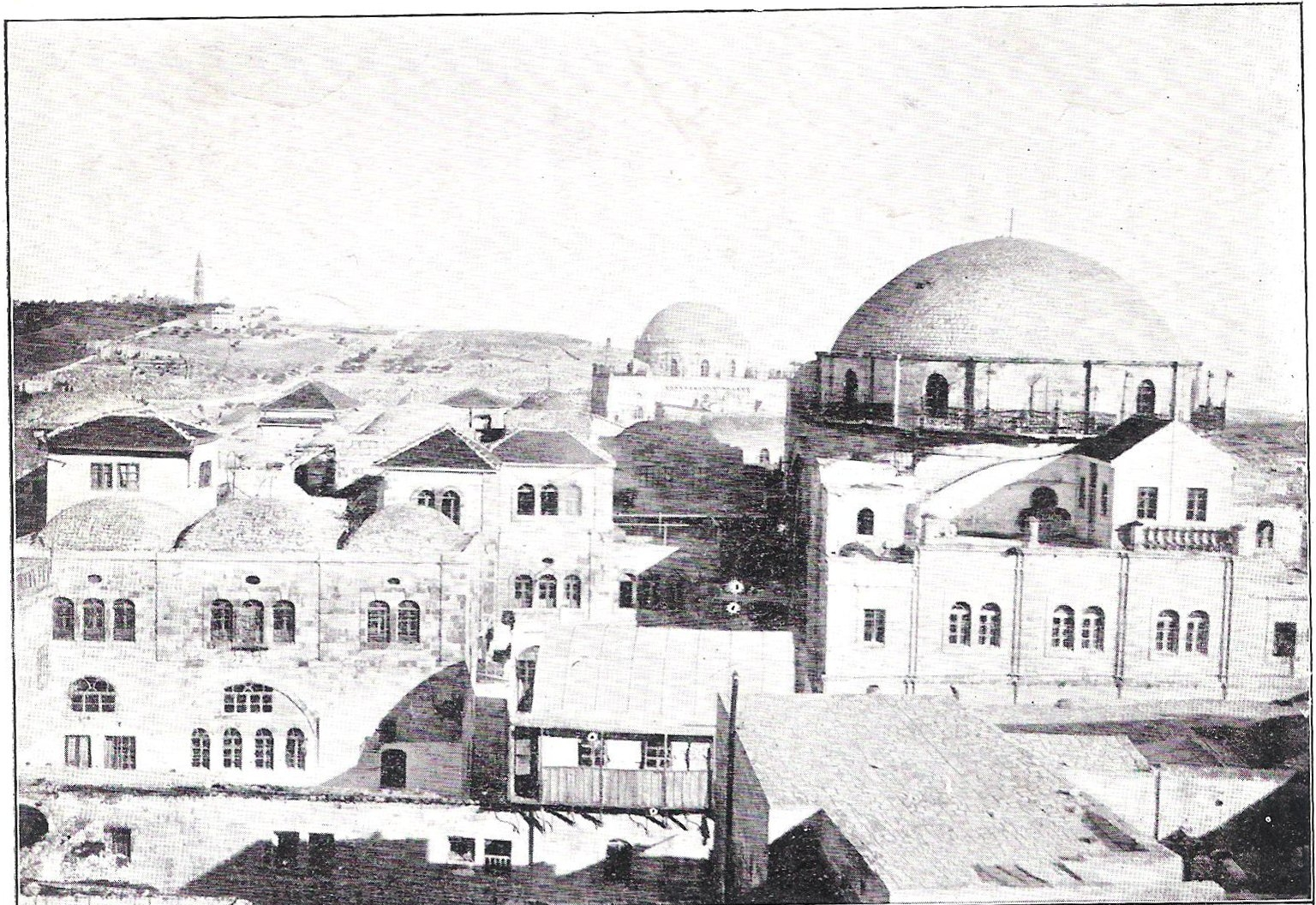
Sinagoga de Rabí Judá el Piadoso, c. 1898
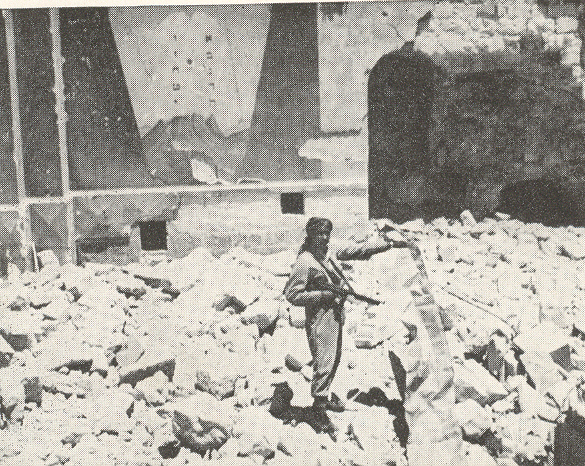
La sinagoga en ruinas, 1948. La Legión Árabe dinamitó el edificio.
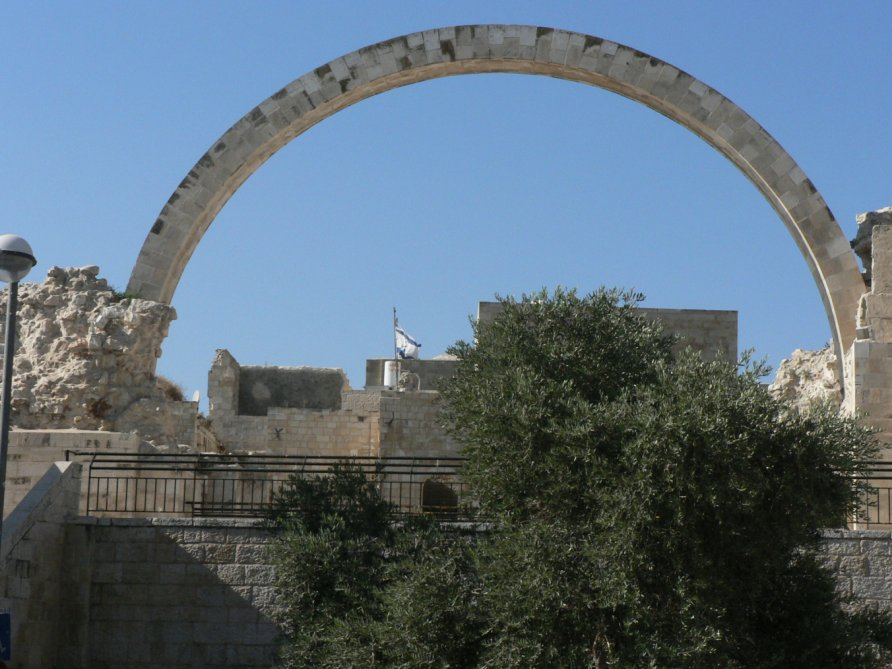
Arco recordatorio, reconstruido en 1977
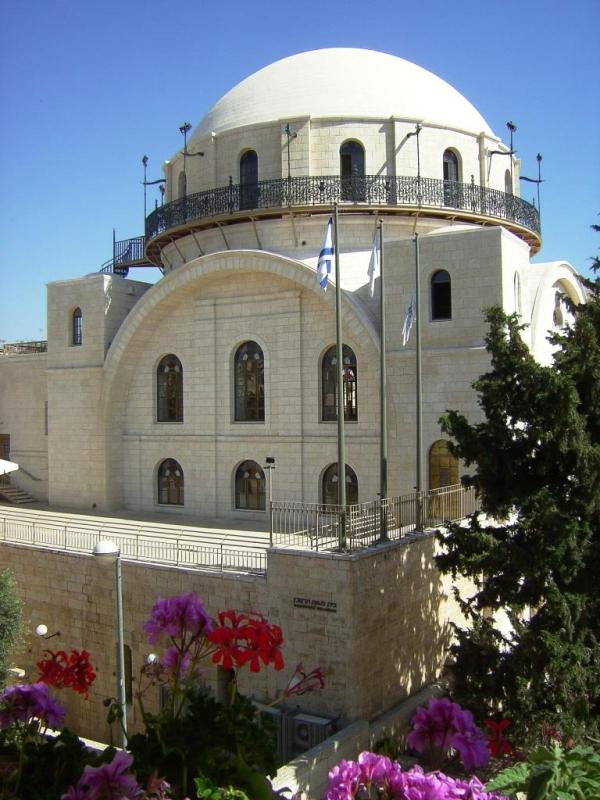
Exterior de la Sinagoga Hurva, 2010
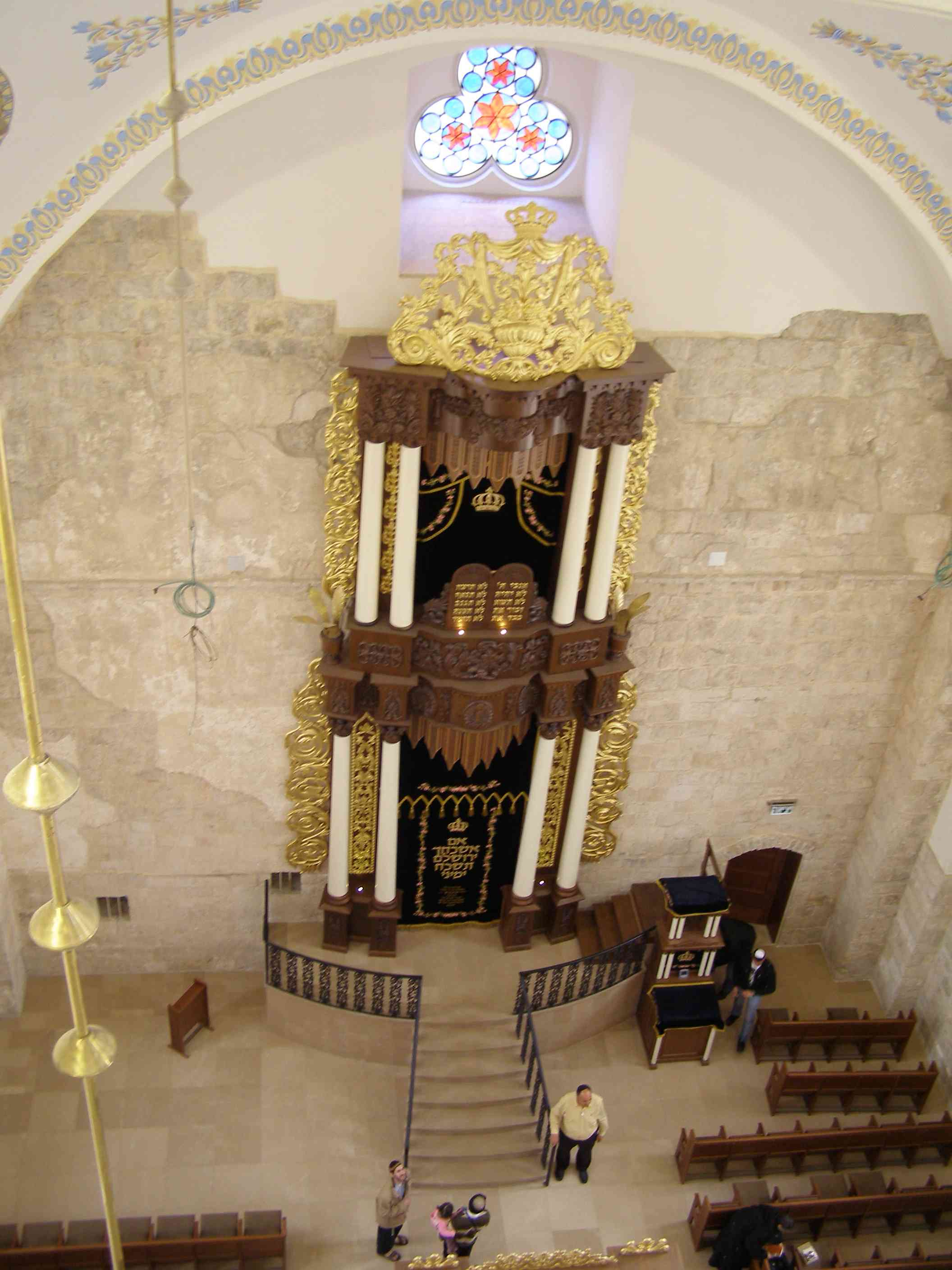
Interior de la sinagoga reconstruida entre 2007 y 2010 incluye vestigios del templo de 1864.
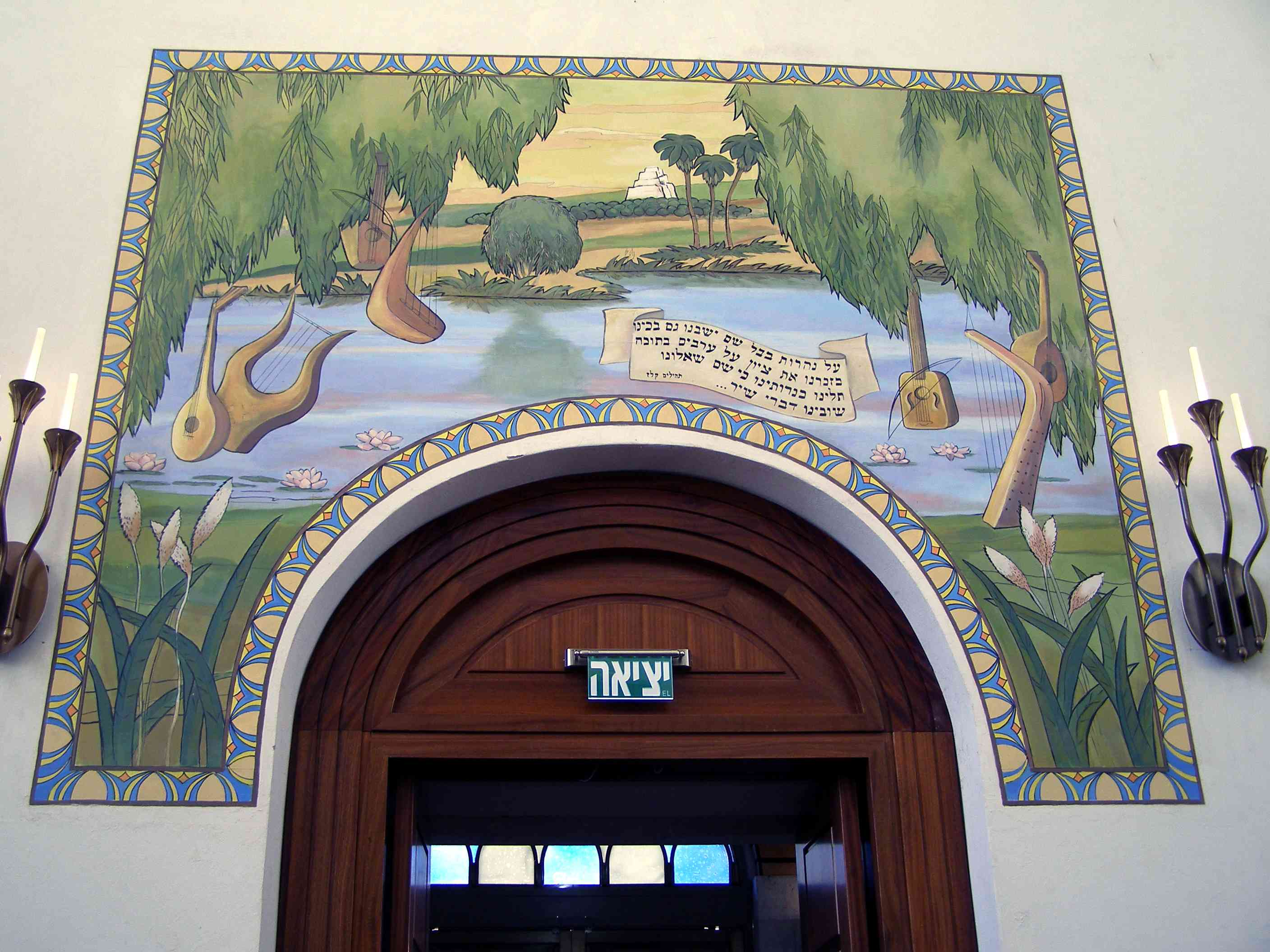
Mural que recuerda la condición judía durante el Cautiverio en Babilonia.
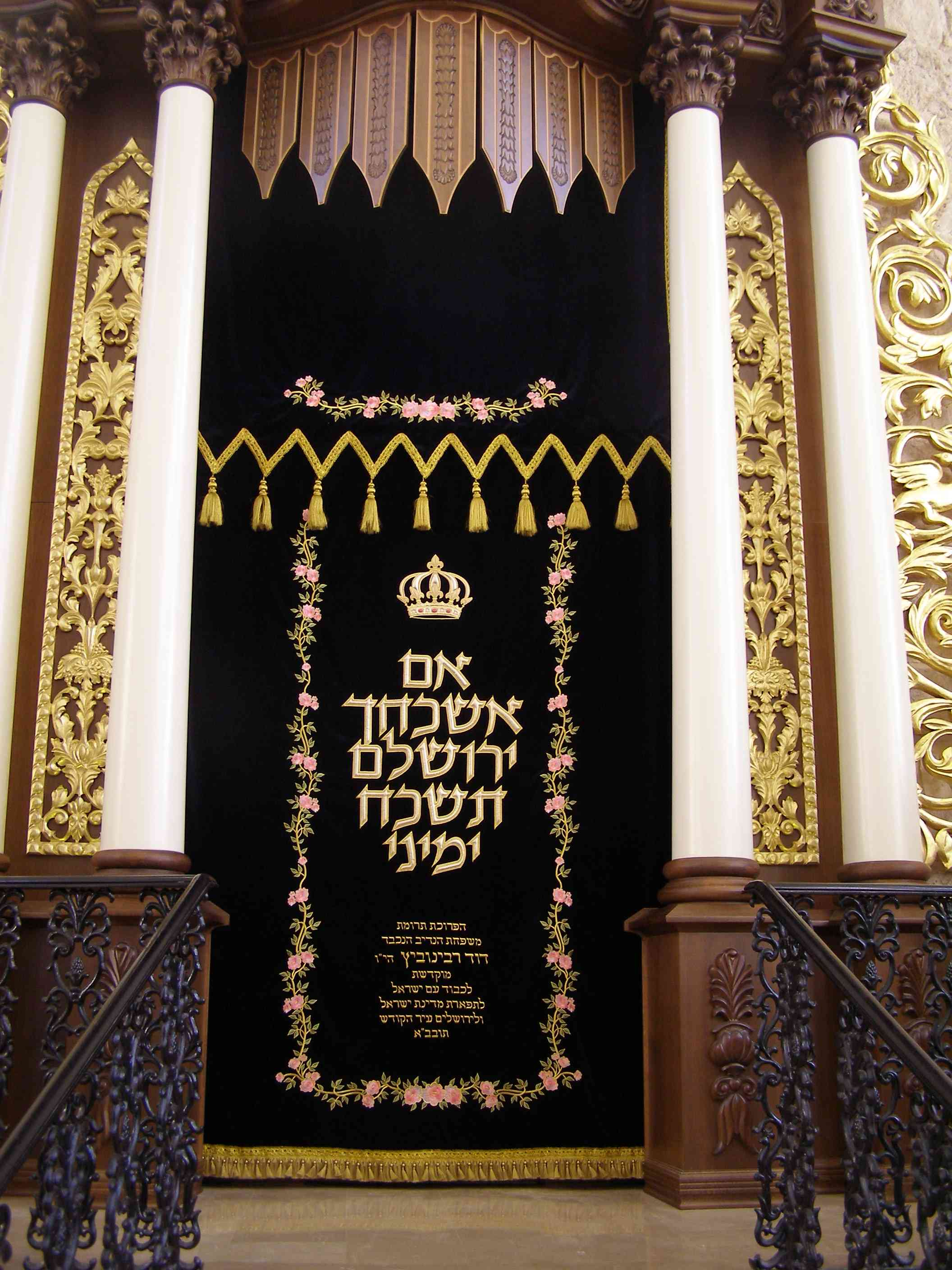
Cortinado sobre el Hejal, con texto del Salmo 137.
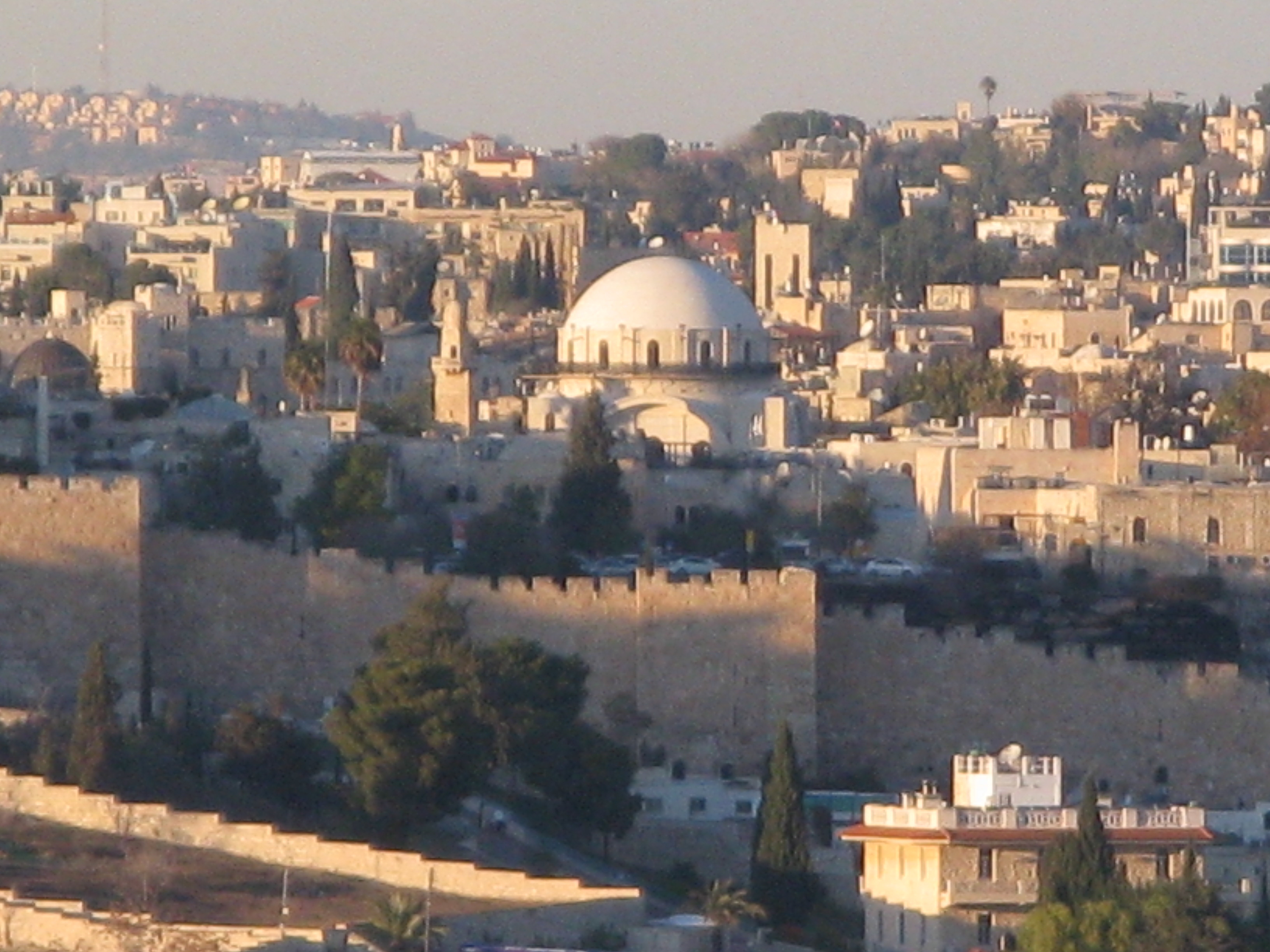
Contexto urbano de la Sinagoga Hurva en la amurallada Ciudad Vieja de Jerusalén